# Cousance
Cousance és un municipi francès situat al departament del Jura i a la regió de Borgonya - Franc Comtat. L'any 2017 tenia 1308 habitants.

## Demografia
Habitants censats

### Habitatges
El 2007 hi havia 654 habitatges, 559 eren l'habitatge principal de la família, 40 eren segones residències i 56 estaven desocupats. 462 eren cases i 192 eren apartaments.

## Equipaments sanitaris i escolars
El 2009 hi havia un centre de salut, una farmàcia i dues ambulàncies i una escola elemental.